# 科爾韋爾山
78°2′S 161°33′E / 78.033°S 161.550°E
科爾韋爾山（英語：Colwell Massif），是南極洲的山峰，位於維多利亞地的斯科特海岸，長7公里，海拔高度2,635米，處於帕萊冰川、費拉爾冰川和羅通達冰川之間，以海洋微生物學家命名，現時由南極條約體系管理。